# София Шарлотта Августа, герцогиня Баварская
Софи́я Шарло́тта Авгу́ста (нем. Sophie Charlotte Auguste; 22 февраля 1847, Мюнхен, Королевство Бавария — 4 мая 1897, Париж, Франция) — принцесса Баварская, герцогиня Баварская, позднее герцогиня Алансонская и Орлеанская. Погибла во время пожара на благотворительном базаре в Париже.

## Биография

### Детство
Младшая сестра императрицы Австрии Елизаветы, девятый ребёнок и пятая дочь в семье герцога Баварского Максимилиана и герцогини Баварской Людовики, принцесса Баварская София, большую часть своего детства провела в замке Поссенхофен вблизи от Мюнхена. После того, как все её сестры вышли замуж, в 1861 она осталась единственной дочерью, которая жила вместе с родителями. Она дружила с Людвигом Баварским, который в 1864 году должен был получить титул короля Людвига II Баварского. Их объединяла любовь к музыке Рихарда Вагнера и к природе. У Софии были прекрасные вокальные данные, она хорошо играла на пианино и часто исполняла для Людвига арии из опер Вагнера.

### Претенденты на руку Софии
София приходилась свояченицей австрийскому императору Францу Иосифу I, и недостатка в женихах у неё не наблюдалось. Среди них — герцог Филипп Вюртембергский, принц Луиш Португальский и, наконец, Людвиг Виктор Австрийский, брат императора Австрийской империи. Но София не могла решиться на этот шаг, и ей удалось уговорить отца повременить с этими планами.

### КорольЛюдвиг II
Отношения между Людвигом и Софией продолжались. Но мать Софии (сестра деда Людвига I) считала эти отношения неприличными, и, в конце концов, запретила их. Тогда Людвиг решил жениться на кузине своего отца. 22 января было сообщено о помолвке. Во время приёма в дворцовом театре Людвиг пригласил Софию к себе в королевскую ложу, и она заняла место рядом с ним.
Правда, очень скоро Людвиг стал сомневаться в правильности принятого
решения. Он боялся связывать себя браком и отложил дату свадьбы, которая сначала была запланирована на 22 августа 1867, на октябрь. Герцог Макс Баварский, отец Софии, написал Людвигу письмо, в котором просил его сдержать обещания жениться, так как он считал, что неоднократная отсрочка свадьбы компрометирует его дочь. Вскоре после этого Людвиг написал Софии письмо, которое содержало упрек: «Твой жестокий отец хочет разлучить нас». И Людвиг расторг помолвку.

### Эдгар Ганфштенгль
Три дня спустя после своей помолвки с Людвигом София познакомилась в фотоателье Франца Ганфштенгля с его сыном Эдгаром, который помогал отцу вести дела и позже полностью взял на себя управление отцовским предприятием. Эдгар был полной противоположностью благородного, замкнутого Людвига, и, возможно, именно это привлекло в Эдгаре Софию. Вероятно, оба были знакомы и раньше, так как отец Эдгара был желанным гостем на проводимых герцогом Максом так называемых встречах «рыцарей круглого стола короля Артура», где собирались местные учёные и художники. Для невесты короля Софии требовалось сделать большое количество фотографий с её изображением, которые Эдгар постоянно привозил в Поссенхофен. Так молодые люди сблизились и влюбились друг в друга, но встречаться им было сложно. Устроить тайные свидания в замке Пель, во дворце в Мюнхене и в самом Поссенхофене им помогали придворные дамы Натали фон Штернбах и «Тони» (Антония) Пфретцшнер.
Сохранилось пять любовных писем, написанных Софией Эдгару в июле-августе 1867 года. Эрна Ганфштенгль, единственная дочь Эдгара, опубликовала эти письма. София писала: «Мир никогда не должен знать, что происходит между нами, никто не должен бессердечно судить о нас». И сам Эдгар ещё при жизни дал указание сжечь письма Софии. Тем не менее этого не произошло. Хайнц Гебхардт, которому в 1980 году Эрна Ганфштенгль отдала письма, опубликовал их в своей книге «Король Людвиг II и его сожжённая невеста».

### Свадьба
Тем временем герцогиня Людовика продолжала поиски жениха для Софии, чтобы как можно скорее забыть позор, вызванный расторгнутой помолвкой. В мае в Поссенхофене побывал герцог Фердинанд Алансонский, внук короля французов Луи-Филиппа. Людовика устроила встречу Фердинанда и Софии в Саксонии, где в то время находился Фердинанд. Уже 19 июня 1868 года очарованный Софией Фердинанд попросил её руки. 29 июня 1868 года Фердинанд прибыл в Поссенхофен для знакомства с родителями невесты. 28 сентября 1868 года в одном из залов замка Поссенхофен, который в спешке был превращен в часовню, состоялось бракосочетание.

### Дети
У Софии Шарлотты Баварской и Фердинанда Филиппа Марии Орлеанской было двое детей: 
- Луиза Виктория Орлеанская (9 июля 1869 - 4 февраля 1952), вышла замуж за  принца Альфонса Баварского (24 января 1862 - 8 января 1933 г.), двое детей
- Эммануэль Орлеанский, восьмой герцог Вандомский (18 января 1872 - 1 февраля 1931), женился на бельгийской принцессе Генриетта Бельгийская ( 30 ноября 1870 - 28 марта 1948), четверо детей

## В кинематографе
- Марианна Кох «Людвиг II: Блеск и падение короля» (ФРГ, 1955).
- Соня Петровна «Людвиг» (ФРГ — Италия — Франция, 1972).
- Валери Кох[нем.] «Софи – страстная принцесса» (ФРГ, 2001).
- Паула Берри «Людвиг Баварский» (ФРГ, 2012).